# فرودگاه بین‌المللی کی وست
فرودگاه بین‌المللی کی وست (به انگلیسی: Key West International Airport) یک فرودگاه همگانی بهره‌برداری هوایی با کد یاتا EYW است که یک باند فرود آسفالت دارد و طول باند آن ۱۴۶۳ متر است. این فرودگاه در شهر کی وست، فلوریدا کشور ایالات متحده آمریکا قرار دارد و در ارتفاع ۱ متری از سطح دریا واقع شده است.

## شرکت‌های هواپیمایی و مقصدهای پروازی

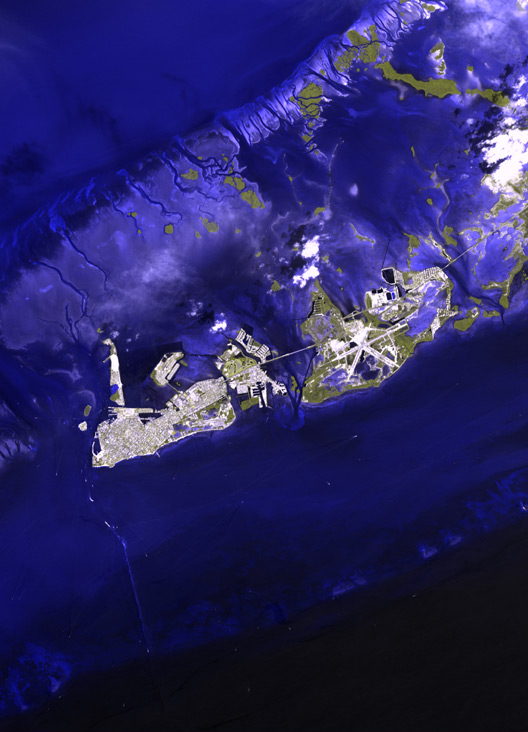
تصویر ماهواره ای از فرودگاه بین‌المللی کی وست

### مسافری
| شرکت‌های هواپیمایی  | مقصدهای پروازی                                                 |
| ------------------ | -------------------------------------------------------------- |
| امریکن ایگل        | میامی، ملی رونالد ریگان واشینگتن فصلی: شارلوت داگلاس           |
| دلتا ایرلاینز      | هارتسفیلد-جکسون آتلانتا                                        |
| دلتا کانکشن        | هارتسفیلد-جکسون آتلانتا                                        |
| Gulf Coast Airways | شهری ناپل                                                      |
| سیلور ایرویز       | فورت لادردیل–هالیوود، ساوثوست فلوریدا، اورلاندو، تمپا، پام بیچ |
| یونایتد اکسپرس     | فصلی: اوهر شیکاگو، لیبرتی نیوآرک                               |

دلتا ایرلاینز currently operates mainline jet service into the airport with بوئینگ ۷۳۷ نسل بعدی jetliners. Key West's 4,801 foot runway is the shortest runway in North America used regularly by 737s.  Delta's regional affiliate, دلتا کانکشن (اجرا توسط ExpressJet), operates بمباردیه سی‌آرجی ۷۰۰/۹۰۰ regional jets. 
امریکن ایگل operates امبرائر ئی‌آرجی ۱۳۵/۱۴۰/۱۴۵، امبرائر ئی-جت, and امبرائر ئی-جت regional jets into Key West.
سیلور ایرویز operates Saab 340B turboprops.
یونایتد اکسپرس currently operates امبرائر ئی-جت for service to Newark and Chicago O'Hare.